# Мак аргемона

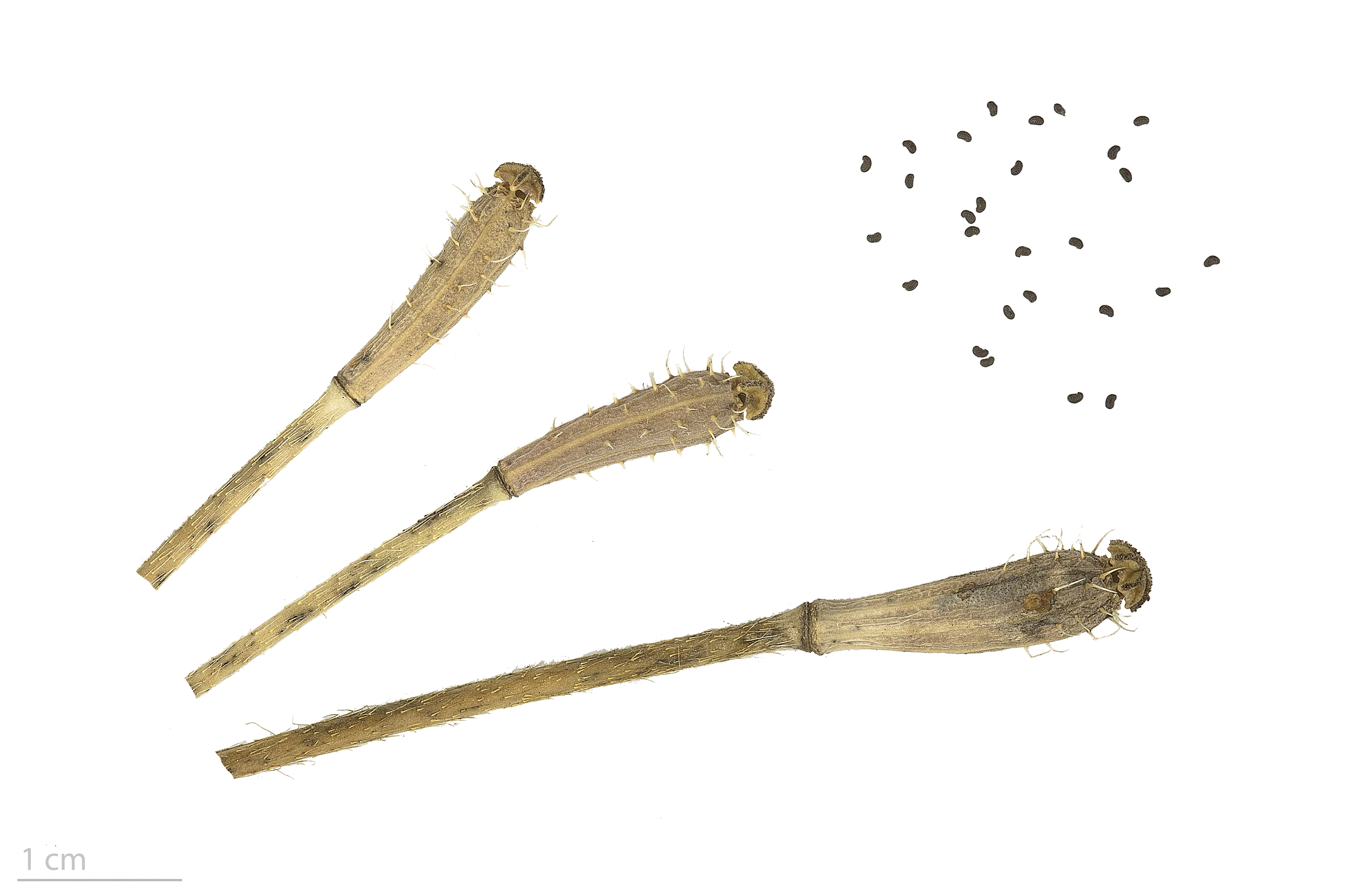
Papaver argemone - Тулузский музеум

Мак аргемона (лат. Papaver argemone) — однолетнее травянистое растение, вид травянистых растений из рода Мак (Papaver) семейства Маковые (Papaveraceae).

## Ботаническое описание

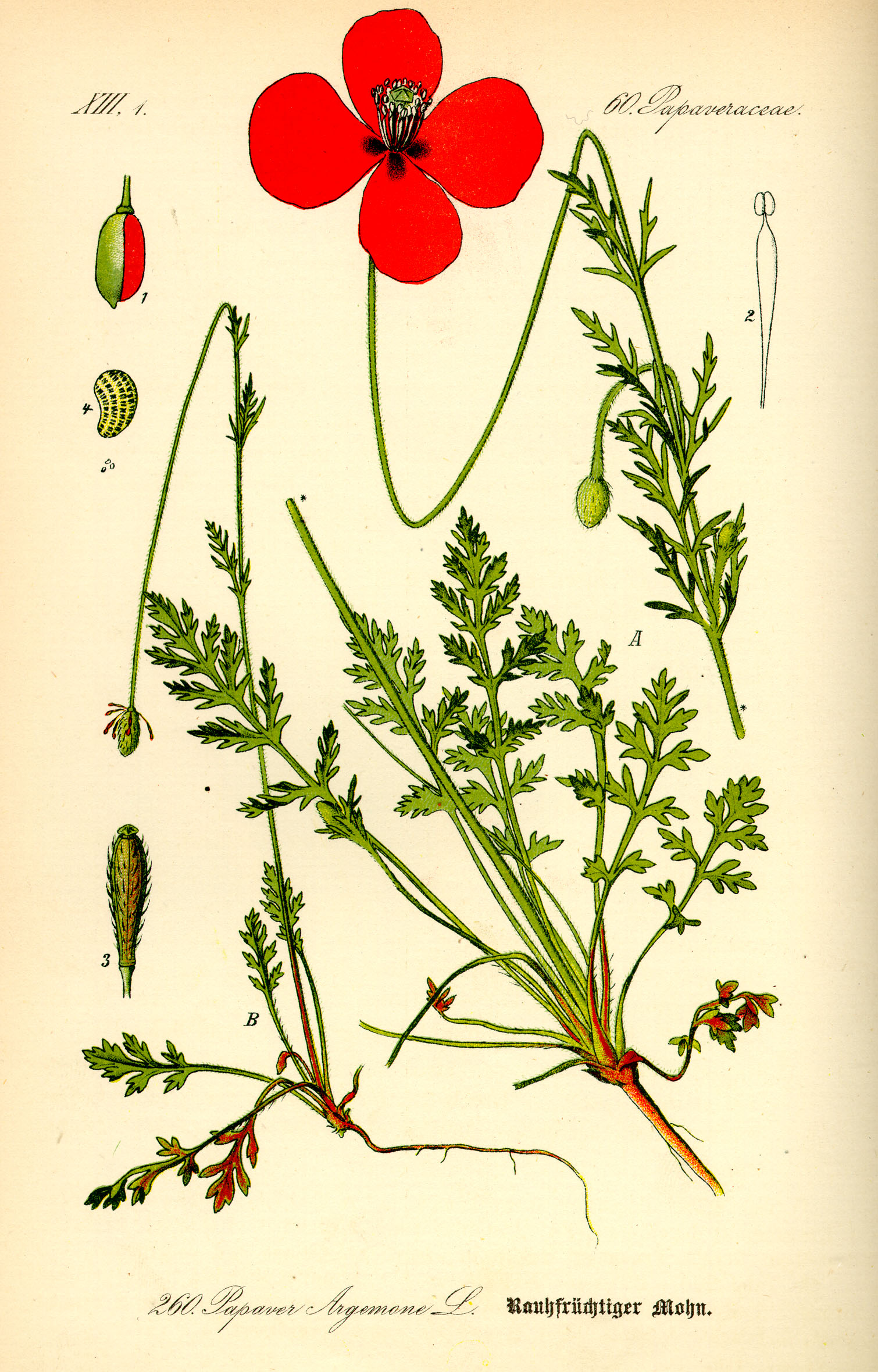

Однолетнее травянистое до 40 см высотой.
Стебель часто от основания ветвистый, с редкими прижатыми щетинками, зелёный.
Прикорневые листья до 20 см длиной, дважды-перисто-рассечённые, с раздвинутыми сегментами с линейно-ланцетными сидячими долями.
Бутоны продолговатые, до 15 мм длиной. Цветки красные. Цветет в мае — июле.
Плод — булавовидно-цилиндрическая, кверху обычно несколько расширенная коробочка, до 20 мм длиной, оттопыренно- или полуприжато-щетинистая или внизу голая или вся голая.
Описан из Европы.

## Распространение
Северная Европа: Дания, Ирландия, Швеция (юг), Великобритания; Центральная Европа: Австрия, Бельгия, Чехословакия, Германия, Венгрия, Нидерланды, Польша, Швейцария; Южная Европа: Албания, Югославия, Греция, Италия (включая Сардинию), Румыния, Франция (включая Корсику), Португалия, Испания; территория бывшего СССР: Кавказ (Армения); Западная Азия: Кипр, Египет (Синайский полуостров), Иран, Ирак, Израиль, Иордания, Ливан, Сирия, Турция; Африка: Канарские острова, Алжир (север), Египет (север), Марокко.
Растет на полях, залежах, каменистых местах.